# 六塩化エタン
六塩化エタン(Hexachloroethane)はエタンの水素が全て塩素に置き換わった化合物で、
工業的にはアルミニウム製造工場で使用されており、軍用としては発煙弾の材料として使用されている。

## 性質
常温では固体（白色結晶）で、樟脳様臭をもつ。
加熱により容易に昇華し、沸点は187℃。
不燃性で、水にはほとんど溶けないが、エタノールやエーテルに可溶である。
亜鉛、アルミニウム粉末およびナトリウムと激しく反応するので注意が必要。